# Morton D. Hull
Morton Denison Hull, född 13 januari 1867 i Chicago i Illinois, död 20 augusti 1937 i Bennington i Vermont, var en amerikansk politiker (republikan). Han var ledamot av USA:s representanthus 1923–1933.
Kongressledamot James Robert Mann avled 1922 i ämbetet och Hull fyllnadsvaldes 1923 till representanthuset. Han efterträddes i sin tur 1933 av P.H. Moynihan.